# Éléonore de Naples
Eléonore de Naples, Leonora ou Eleonora d'Aragon (22 juin 1450 † 11 octobre 1493) fut duchesse de Ferrare à la suite de son mariage avec Ercole Ier d'Este, duc de Ferrare. Elle fut la première duchesse de Ferrare et la mère de plusieurs personnages importants de la Renaissance. Personnalité politique reconnue, elle fut régente de Ferrare lors des absences de son époux.

## Biographie
Fille du roi Ferdinand Ier de Naples et d'Isabelle de Clermont, princesse de Tarente — petite-fille de Marie d'Enghien, reine de Naples — elle est la première fille et le deuxième enfant de cette famille qui compte six frères et sœurs, dont les rois Alphonse II et Frédéric Ier de Naples, et Béatrice, reine de Hongrie par ses mariages successifs avec Matthias Corvin et Ladislas II de Bohême.
On ne sait pas grand-chose de son enfance ni de sa jeunesse en tant que princesse de Naples, mais il semble que l'on ait d'abord envisagé de la marier avec Sforza Maria Sforza, duc de Bari et fils cadet du duc de Milan Francesco Sforza et Bianca Maria Visconti. Elle aurait par ailleurs eu une relation dans sa jeunesse avec le comte Diego Ier Cavaniglia di Montella.

### Duchesse de Ferrare
Hercule Ier d'Este, qui est monté sur le trône de Ferrare en 1471 et a pris le titre de duc à la mort de son demi-frère Borso, s'éloigne de Venise, qui l'a pourtant soutenu financièrement et militairement dans ses prétentions et se rapproche de Naples, avec laquelle il scelle, en 1472, une alliance matrimoniale en prenant pour épouse Éléonore, qui lui apporte en dot 60 000 ducats et sera par la suite très engagée dans les affaires du duché. Hercule semble avoir été « un dirigeant sans scrupule et sournois ».
Elle est bien reçue lorsqu'elle arrive à Rome en juin 1473, en chemin pour aller épouser Hercule d'Este. Deux neveux de Rodrigue Borgia, cardinaux à l'époque, étaient là pour la saluer. Ils voulaient faire bonne impression à la princesse napolitaine. Elle écrit à son père qu'on lui a donné un appartement somptueux, affirmant que « même son pot de chambre était en argent doré ». Dans sa correspondance avec son père, elle mentionne aussi le banquet organisé en son honneur qui dura six heures et qui n'était qu'une succession de mets accompagnés de musique, de danse et de poésie. « Les trésors de l'Église sont utilisés à de telles fins », a-t-elle écrit avec étonnement dans sa lettre. On soupçonne alors un jeu de pouvoir politique des Borgia dans le but de gagner les faveurs de la royauté et de renforcer leur pouvoir politique.
Le 3 juillet 1473, Éléonore épouse le duc de Ferrare. Ce mariage, fastueux, aurait été célébré avec de nombreuses réjouissances : représentations théâtrales, tournois, bals et banquets se succèdent.
Malgré le caractère austère de son mari, Éléonore est une épouse active et dévouée. Elle règne à sa place lors de son absence, notamment entre 1482 et 1484, quand il mène une guerre contre la république de Venise. Ayant grandi à la cour des Aragon de Naples, elle a une bonne connaissance de la politique qui lui permet de prodiguer des conseils et de faire preuve de beaucoup de bon sens. Elle participe notamment à « l'examen des suppliques », des demandes de grâce ou de libération de prisonniers détenus à Ferrare.
Éléonore est aussi connue pour sa grande piété, tout comme son mari.

### Mort
Éléonore est décédée en 1493, à l'âge de 43 ans. Les circonstances de sa mort sont inconnues mais au cours de sa vie, elle aurait été malade à plusieurs reprises. Son fils aîné, Alphonse considère sa mère comme l'une des femmes auxquelles il tient le plus et est très affecté par sa perte alors qu'il a dix-sept ans. Étant donné que sa mère et sa sœur, Béatrice, qu'il aime profondément, sont mortes jeunes, il considère le mariage comme un devoir douloureux et regarde sa nouvelle épouse Lucrèce avec peu d'intérêt. Hercule d'Este restera fidèle au souvenir de sa femme et ne se remariera pas.

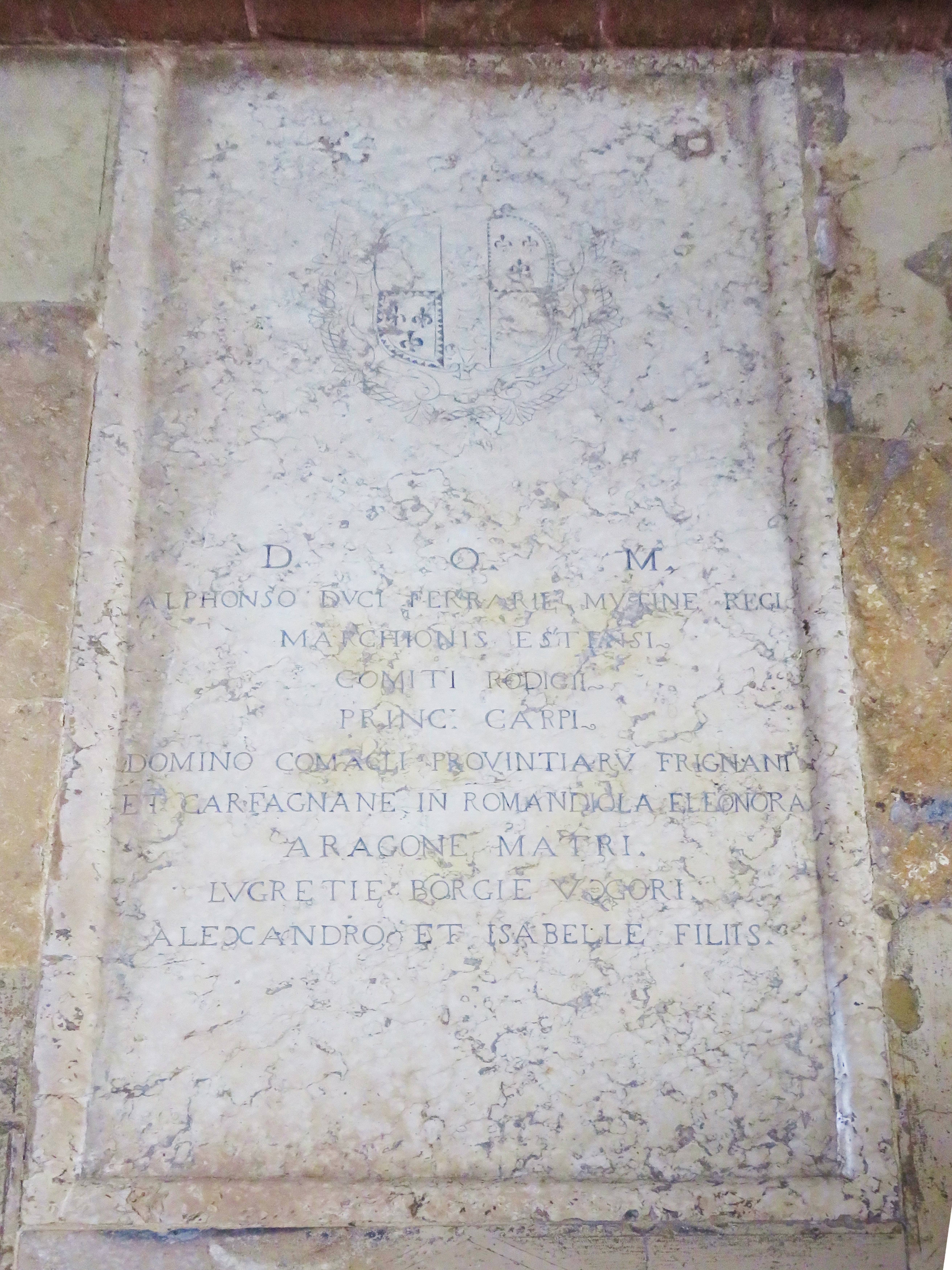
Tombe d'Éléonore de Naples au monastère Corpus Domini de Ferrare.

Le corps d'Éléonore est enterré dans le monastère Corpus Domini de Ferrare, sous une simple plaque de marbre, avec son fils Alphonse Ier d'Este, sa belle-fille Lucrèce Borgia et deux de ses petits-enfants, Alessandro et Isabella d'Este.

## Héritage
Figure politique influente, Éléonore a inspiré des œuvres telles que Del modo di regere et di regnare, d'Antonio Cornazzano qui lui est dédié, tout comme Da Ladibus Mulierum (Éloge des femmes) de Bartolomeo Goggio,. Cela donne à penser qu’elle était une mécène dont le statut élevé et la richesse lui permettaient de protéger les artistes et les écrivains.
Elle maniait bien la plume et ses lettres révèlent un fort sens politique. À travers celles-ci, on peut constater que la cour de Ferrare a adopté une attitude plus positive à l’égard des femmes et que celles qui étaient très instruites avaient une véritable influence. Il est rare que les femmes de cette période soient reconnues pour leurs actions politiques. Sa nature et ses échanges intellectuels lui ont permis de mener une politique subtile.

## Descendance
- Isabelle (1474-1539), épouse de Francesco II Gonzaga, marquis de Mantoue, elle fut une des femmes les plus célèbres de la Renaissance.
- Béatrice (1475-1497), épouse de Ludovico Sforza, duc de Milan. Tout comme sa sœur, elle fut l'une des femmes les plus influentes de la Renaissance.
- Alphonse (1476-1534), qui épouse d'abord Anna Sforza et dont la deuxième épouse fut Lucrèce Borgia, avec laquelle il eut dix enfants.
- Ferrante (1477-1540)
- Hippolyte (1479-1520), cardinal, commandant de l'armée et mécène.
- Sigismondo (1480-1524) qui vécut dans l'ombre de ses deux frères aînés.
- Albert (1481-1482) qui n'a pas atteint un an.

## Sources
- Bizzarri, Claudia. Il principe umanista. Medioevo.
- Carafa, Diomede (1406?-1487), De Boni Principis Officiis,traduction de l'italien par Battista Guarini." Carafa Manuscripts Renaissance Guarini.  .
- Commire, Anne et Klezmer, Deborah. Les femmes dans l'histoire mondiale: une encyclopédie biographique. Waterford, Connecticut, Yorkin Publ., 1999.
- Franklin, Margaret Ann. Les héroïnes du Boccace: pouvoir et vertu dans la société de la Renaissance. Burlington, Ashgate, 2006.
- Hibbert, Christopher. Les Borgias et leurs ennemis: 1431-1519. Orlando, Harcourt, 2008.
- (en) James, Carolyn, « What’s Love Got to Do with It? Dynastic Politics and Motherhood in the Letters of Eleonora of Aragon and her Daughters », Women’s History Review, vol. 24, no 4,‎ 2015, p. 528-547.
- Lewis, Francis-Ames: Isabella et Leonardo. Yale University Press (New Haven), 2012.
- Marek, George R. Le lit et le trône: La vie d'Isabella D'Este. New York, Harper & Row, 1976.